# Ancylolomia uniformella
Ancylolomia uniformella là một loài bướm đêm trong họ Crambidae.